# Сіді-Алі I
Сіді-Алі I (д/н — 1818) — 9-й емір Бракни в 1800—1818 роках.

## Життєпис
Походив з династії ульд-абддалах, гільки ульд-сієд. Син Мухтара ульд Мухаммада, шейха клану ульд-сієд. Брав участь у боротьбі свого брата Мухаммад II, що оголосив себе еміром 1766 року, проти представників династії ульд-нормах — спочатку Алі ульд Ахмеда, потім Ахмеяда ульд Алі.
1800 року після смерті брата стає новим еміром Бракни. Продовжив політику зі зміцнення державності. У зовнішній політиці відновив союз з Францією, в якій вбачав допомогу проти емірів Трарзи. 1806 року виступив посередником від французькою колонією Сен-Луї і імаматом Фута-Торо, що призвело до укладання мирної угоди.
1809 року, коли британці захопили Сен-Луї вирішив не підтримувати французів. 1810 року з губернатором Чарльзом Вільямом Максвелом уклав торгівельну угоду. 1814 року після повернення Франції Сен-Луї відновив попередні домовленості.
Головне завдання вбачав у захисті влади свого роду від представників поваленого клану ульд-нормах, що час від часу повставали проти влади еміра.
Помер напочатку 1818 року. Йому спадкував син Ахмеду I.